# 卢泽恩县 (宾夕法尼亚州)
卢泽恩县（英語：Luzerne County）是美国宾夕法尼亚州東北部的一個縣，面積2,349平方公里。根據2020年美國人口普查，共有人口32萬5,594人。縣治威爾克斯-巴里。該縣成立於1786年9月25日，縣名紀念法国駐美大使路澤恩的西薩。